# Prolycosides
Genre
Prolycosides est un genre d'araignées aranéomorphes de la famille des Lycosidae.

## Distribution
Les espèces de ce genre se rencontrent en Amérique du Sud et aux Antilles.

## Liste des espèces
Selon World Spider Catalog (version 25.0, 23/03/2024) :
- Prolycosides amblygyna (Mello-Leitão, 1942)
- Prolycosides aussereri (Keyserling, 1877)

## Systématique et taxinomie
Ce genre a été décrit par Mello-Leitao en 1942 comme un sous-genre de Lycosa. Il est élevé au rang de genre par Roewer en 1955.

## Publication originale
- Mello-Leitao, 1942 : « Arañas del Chaco y Santiago del Estero. » Revista del Museo de La Plata, Nueva serie, Zoología, vol. 2, p. 381-426.